# Jeneverbes
De jeneverbes (Juniperus communis) is een conifeer uit het geslacht Juniperus, in de cipresfamilie. Het is een van de weinige coniferen, naast de grove den en de taxus, die van nature voorkomt in de Benelux.
Ook de andere soorten in het geslacht worden jeneverbes genoemd, met een nadere aanduiding.

## Ecologie
De jeneverbes is tweehuizig: er zijn mannelijke en vrouwelijke planten. Het rijpen van de 'bessen' strekt zich uit over twee jaar. De vrouwelijke zaadschubben vormen in het eerste jaar zwartblauwe, op bessen gelijkende kegelvruchten. Na de overwintering worden zij donkerblauw. De struik kan tot tien meter hoog worden.
Voor het voortbestaan van populaties jeneverbes is het belangrijk dat er voldoende exemplaren in de buurt staan en dat ze vrij staan; de wind moet met name tijdens de bloei vrij spel hebben. Dit om het zogenaamde roken van de bomen te waarborgen. De plant verspreidt namelijk tijdens de bloei wolken van stuifmeel. De grote lijster eet de kegelbessen en verspreidt op deze wijze de zaden.
De struik is een pionierssoort waarvan de zaden kiemen in minerale bodems (lees: stuifzanden) na enkele natte jaren. In Nederland vindt nauwelijks natuurlijke verjonging plaats. Een uitzondering zijn bepaalde terreinen waar de bodem regelmatig wordt verstoord (zoals militaire oefenterreinen). Mogelijke verklaringen voor de beperkte verjonging zijn (1) konijnenvraat van jonge scheuten en (2) een te zure samenstelling van de bodem.

## Voorkomen
Het verspreidingsgebied is zeer groot: vrijwel overal op het noordelijk halfrond tot langs de poolcirkel met uitlopers tot diep in de subtropische gebieden. Grote populaties komen voor in de naaldwouden van Azië en Canada.

### Nederland
Het is de enige boomsoort die op de Nederlandse Rode lijst van planten uit 2004 staat. De soort wordt gekenschetst als algemeen voorkomend, maar sterk in aantal afgenomen. In Nederland is de plant vanaf 1 januari 2017 niet meer wettelijk beschermd.
Jeneverbessen worden in Nederland in de meeste gevallen als solitaire struiken aangetroffen in arme zandverstuivings- en heidelandschappen. Een groot deel van de Nederlandse exemplaren groeit op de Veluwe en in Drenthe, maar de struik komt ook voor in Salland op De Sprengenberg in Haarle en op De Holterberg bij Nijverdal. In Twente, waar men de jeneverbessen ‘de wakels’ noemt, is de struik op verschillende plaatsen in natuurgebieden aan te treffen. Er zijn restpopulaties in Limburg en Noord-Brabant.  Concentraties van grote aantallen zijn zeldzaam. Op de Veluwe langs de weg van Otterlo naar Schaarsbergen ligt zo'n jeneverbesstruweel. Het bevindt zich gedeeltelijk in het Nationaal Park De Hoge Veluwe. In dit gebied staan veel jeneverbesstruiken dicht bij elkaar. In natuurgebied de Borkeld bij Rijssen is in de jaren 1970 snelweg A1 met een bocht aangelegd om een jeneverbesstruweel te sparen.

### België
In België komen jeneverbesstruiken onder meer voor in natuurreservaat Heiderbos in de gemeente As. Het 100 hectare grote gebied herbergt met 7.000 struiken de grootste populatie van Vlaanderen.

Jeneverbesstruwelen
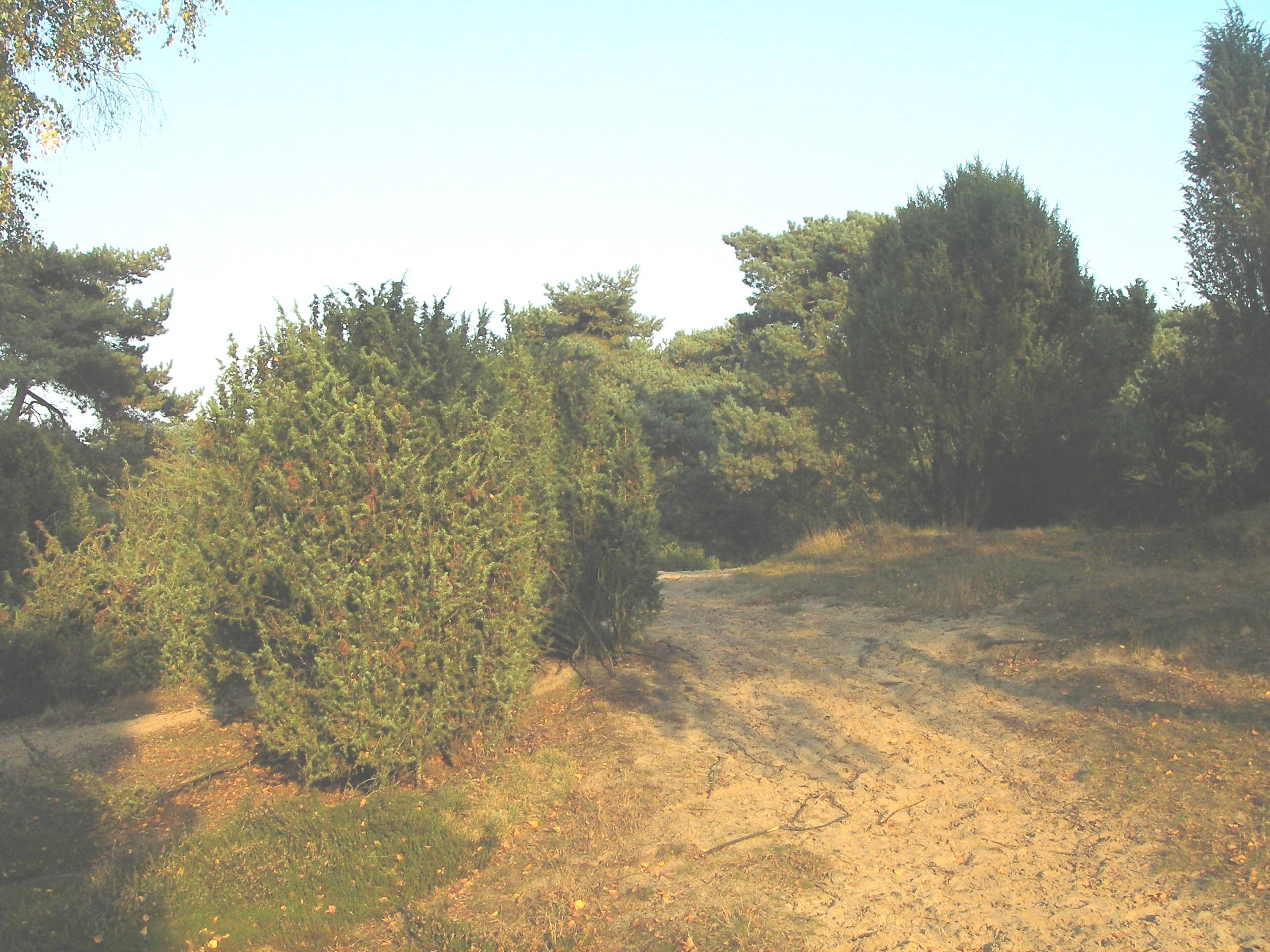
Jeneverbesstruweel op Brouwhuissche Heide
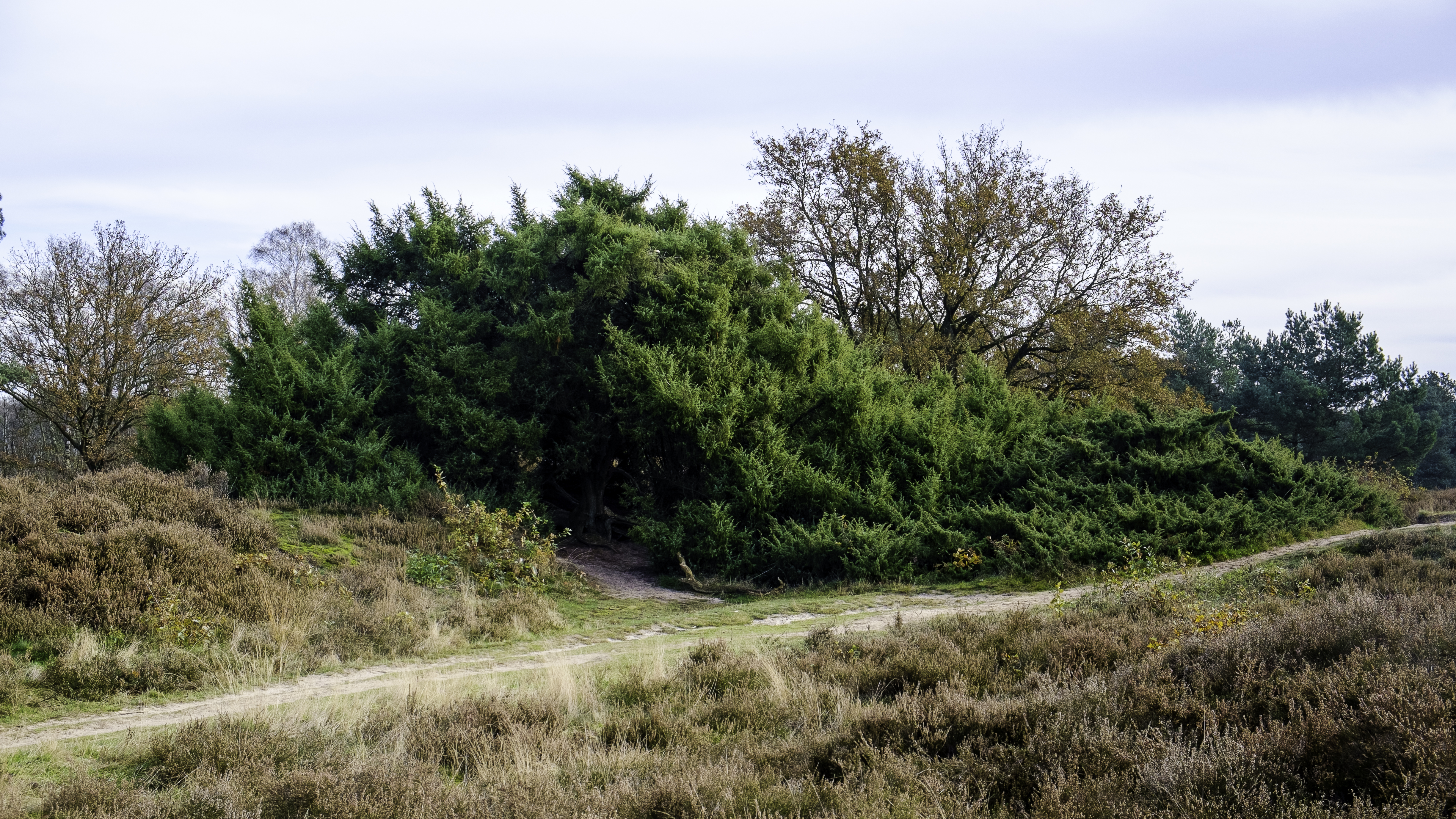
Jeneverbesstruik in de duinen bij Zeegse met een doorsnee van 20 meter en een hoogte van 7 meter. Het is de grootste in zijn soort van West-Europa. De leeftijd wordt geschat op meer dan 80 jaar.

## Toepassingen

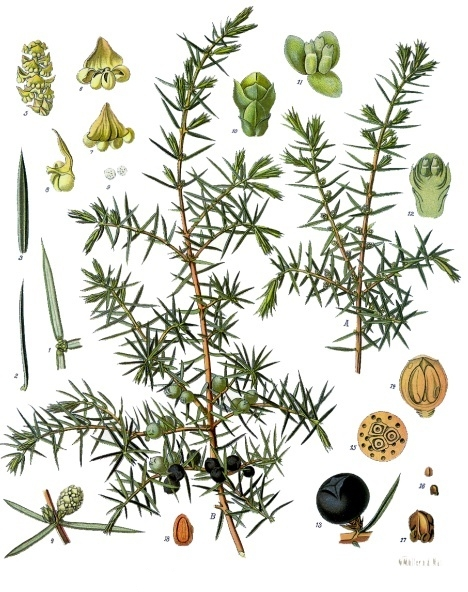
Jeneverbes uit Koehler (1887)

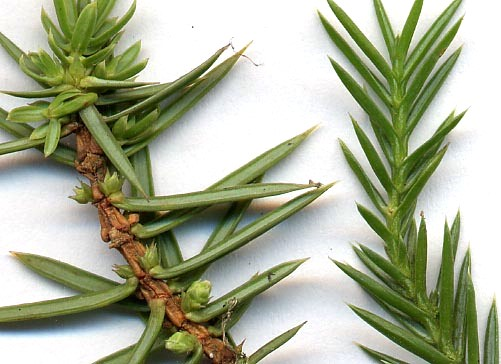
Links: naalden van de jeneverbes, rechts: Chinese jeneverbes (Juniperus chinensis)

De besvomige kegelvruchten worden gebruikt voor het aromatiseren van gin, jenever, aquavit en Bénédictine. De drank jenever dankt zijn naam aan deze plant. De benaming "genever" is van de jeneverbes afkomstig.
Gedroogde kegelvruchten worden als specerij verwerkt in bijvoorbeeld marinades voor wild. Ook zuurkool wordt traditioneel met jeneverbes gekruid. Voor gebruik worden jeneverbessen geplet of gekneusd om de smaak beter tot zijn recht te laten komen. De gedroogde bessen zijn vaak in de supermarkt te koop. Naast de bessen worden ook de bladeren gebruikt, bijvoorbeeld bij het grillen van vis.
Jeneverbes wordt soms toegevoegd aan supplementen voor vochtafdrijving, zoals voor het verbeteren van de nierfunctie. Ook zit het in enkele afslankproducten en reinigingssupplementen voor de lever. De werking hiervan is niet wetenschappelijk bewezen.
De etherische olie van jeneverbes wordt onder meer gebruikt in badolie.

### Volksgeneeskunde
In de volksgeneeskunde worden bereidingen uit de jeneverbes reeds lange tijd gebruikt voor het verminderen van winderigheid en andere verteringsproblemen. De vruchten zelf werden ingenomen tegen reuma en ook uitwendig toegepast door ze op de pijnlijke gewrichten en spieren te wrijven. Een alcoholische tinctuur van jeneverbes wordt ingezet bij oedeem, pijn in het maag-darmkanaal en gebrek aan eetlust.
Zowel de jeneverbes als de etherische olie daarvan staan bekend om hun diuretische en antiseptische werking en beiden werden sinds de eerste editie van de Amerikaanse farmacopee in 1820 met deze indicaties hierin genoemd. In 1960 verdween jeneverbes uit de farmacopee omdat er inmiddels schadelijke effecten op de nieren bekend waren geworden.
De Duitse Kommission E adviseert het gebruik van gedroogde vruchten of de etherische olie bij verteringsproblemen.
De Duitse natuurgeneeskundige Sebastian Kneipp zag jeneverbes vooral als een maagmiddel.

## Toxiciteit
Een belangrijk deel van de therapeutische eigenschappen van jeneverbes wordt toegeschreven aan de samenstelling van de etherische olie. De terpineen-4-ol hierin heeft diuretische eigenschappen. Lange tijd werd gedacht dat deze stof in hogere concentraties ook een irriterende werking heeft op de nieren, maar dat is nu niet meer het geval. De gerapporteerde niertoxiciteit van jeneverbessen blijkt terug te voeren op enkele case-reports waarbij sprake lijkt te zijn van verkeerd geïdentificeerde of vervuilde etherische olie van jeneverbes. Sommige bronnen roepen wel op tot voorzichtigheid bij het gebruik van etherische olie van jeneverbes bij acute nierontsteking.

## Samenstelling
De jeneverbes bevat onder meer de volgende bestanddelen;
- Zuren: diterpeenzuren, ascorbinezuur en glucuronzuur.
- Flavonoïden: amentoflavon, quercetine, isoquercetine, apigenine en verschillende flavonoïdglycosiden
- Tanninen: proanthocyanidinen, gallocatechinen, epigallocatechinen, gallotanninen
- Etherische of vluchtige olie (0,2 – 3,42%): voornamelijk bestaande uit monoterpenen (circa 58%). Kenmerkende bestanddelen van de etherische olie zijn α-pineen, β-pineen, myrceen, sabineen, kamfeen, kamfer, p-cymeen, cadineen, limoneen, γ-terpineen, terpineen-4-ol, terpinylacetaat, α-thujeen en borneol, evenals sesquiterpeenverbindingen zoals caryofylleen, elemeen en epoxydihydrocaryofylleen.
- Andere bestanddelen: geijeron, junionon, desoxypodofyllotoxine, harsen, vetzuren en suikers,

De concentraties van de bestanddelen in de jeneverbes en haar vluchtige olie kunnen variëren onder invloed van omgevingsfactoren als geografische locatie, groeiomstandigheden, oogstmoment en manier van verwerken.

## Verklaring van de naam
Over de herkomst van de naam van de Jeneverbes bestaan veel theorieën:
- Jeneverbes stamt mogelijk af van oudfrans: jenevre, geneivre, genoivre;
- Jeneverbes stamt mogelijk af van  iūni verband met Latijn iuncus ‘bies, rus’, en het Oudnoords einir ‘jeneverstruik’ (nzw. en);
- Juniperus stamt mogelijk af van het Keltische jeneprus/juniprus, wat ofwel "ruw, stekelig" betekent, verwijzend naar de aard van de struik, ofwel "wrang, bitter", verwijzend naar de smaak van de bessen;
- Juniperus stamt mogelijk af van het Latijnse juni(or) (jong) en perus (baren).
- De naam jeneverbes is mogelijk een verbastering van het Latijnse Juniperus dat is samengesteld uit 'junior' = 'de jongere' en 'parere' = 'verschijnen'. Dit slaat op de jonge vruchten die reeds verschijnen voordat de rijpere vruchten zijn afgevallen.[5]
- Juniperus stamt mogelijk af van het Griekse πυρός (vuur).

## Trivia

Leonardo da Vinci, Ginevra de' Benci (1474-1478). Op de achtergrond de jeneverbes.

In de middeleeuwen werd de boom als een symbool van kuisheid gezien. Op een van de schilderijen van Leonardo da Vinci, het portret van de vrouwe Ginevra de' Benci, is een jeneverbes op de achtergrond te zien. De naam Ginevra is een verwijzing naar de jeneverbes. De hedendaagse naam Jennifer is een moderne variant van Ginevra.